# Federazione Italiana Sport Biliardo Bowling
La Federazione Italiana Sport Biliardo Bowling (FISBB) è una federazione sportiva nazionale italiana nata dalla fusione, avvenuta nel 2022, della Federazione Italiana Biliardo Sportivo e dalla Federazione Italiana Sport Bowling.
È riconosciuta dal CONI come una delle sue 48 Federazioni Sportive Nazionali.